# Шармел
Шармел (фр. Charmel) насеље је и општина у североисточној Француској у региону Пикардија, у департману Ен (Пикардија) која припада префектури Шато Тјери.
По подацима из 2011. године у општини је живело 323 становника, а густина насељености је износила 32,86 становника/km². Општина се простире на површини од 9,83 km². Налази се на средњој надморској висини од 180 метара (максималној 225 m, а минималној 73 m).

## Демографија
| 1962. | 1968. | 1975. | 1982. | 1990. | 1999. | 2011. |
| ----- | ----- | ----- | ----- | ----- | ----- | ----- |
| 189   | 206   | 180   | 249   | 268   | 282   | 323   |

График промене броја становника у току последњих година